# Cabezas de Alambre (kommunhuvudort)
Cabezas de Alambre är en kommunhuvudort i Spanien.   Den ligger i provinsen Provincia de Ávila och regionen Kastilien och Leon, i den centrala delen av landet, 110 km nordväst om huvudstaden Madrid. Cabezas de Alambre ligger 899 meter över havet och antalet invånare är 191.
Terrängen runt Cabezas de Alambre är platt. Runt Cabezas de Alambre är det glesbefolkat, med 11 invånare per kvadratkilometer. Närmaste större samhälle är Arévalo, 16,8 km nordost om Cabezas de Alambre. Trakten runt Cabezas de Alambre består till största delen av jordbruksmark.